# Ted Cremer
Jacob Theodor (Ted) Cremer  (Haarlem, 1 april 1902 - New York, 26 augustus 1979) was een Nederlands roeier. Eenmaal nam hij deel aan de Olympische Spelen, maar hij won bij die gelegenheid geen medaille.
Op de Olympische Spelen van 1924 in Parijs maakte Cremer op 20-jarige leeftijd zijn olympisch debuut. Hij nam deel als stuurman bij het roeionderdeel acht met stuurman. De roeiwedstrijden vonden plaats op een recht gedeelte van de rivier de Seine bij Argenteuil. De Nederlandse ploeg werd in de 2e serie derde en plaatste zich hierdoor niet voor de finale en ook niet voor de herkansing.
Cremer was aangesloten bij studentenroeivereniging ASR Nereus in Amsterdam. Hij was president-directeur van de Deli Maatschappij.

## Palmares

### roeien (acht met stuurman)
- 1924: 3e in de series OS in Parijs
- 1924:  EK in Zürich

Simon Bon · 
Cornelis Eecen · 
Antony Fennema · 
Roelof Hommema · 
Paul Maasland · 
Henk Rijnders · 
Gerrit Tromp · 
Egbertus Waller · 
Ted Cremer (stuurman)
- Gemeinsame Normdatei: 142022780
- International Standard Name Identifier: 0000 0000 9996 5240
- Nederlandse Thesaurus van Auteursnamen: 242860850
- Virtual International Authority File: 148514304
- WorldCat: E39PBJgCG6BJ7TqcbXJKddY9Dq